# Molteno
Molteno (Multee in dialetto brianzolo) è un comune italiano di 3 514 abitanti della provincia di Lecco in Lombardia.

## Geografia fisica

### Territorio
Caratteristica centrale del territorio di Molteno è un colle, denominato "Ceppo", sul quale si erge la chiesa di San Giorgio (santo patrono del paese). Il Ceppo (304 m s.l.m.) caratterizza il paesaggio di questa zona della Brianza stagliandosi su uno sfondo composto dalle prealpi lecchesi (Cornizzolo, Resegone, gruppo delle Grigne, Monte Barro). Il territorio del paese (confinante con i territori dei comuni di Oggiono, Bosisio Parini, Sirone, Garbagnate Monastero, Annone di Brianza, Costa Masnaga e Rogeno) è attraversato dai torrenti Bevera e Gandaloglio, con quest'ultimo a confluire nel primo.

## Storia
Molteno fu abitata dai Romani, come testimoniano reperti ritrovati nel 1912 durante alcuni scavi. Furono rinvenute dieci tombe del tipo a inumazione con copertura a doppio spiovente con pareti formate da lastre di pietra e tegoloni. Varie le ceramiche, le armi, gli utensili e le armille ritrovate: una moneta dell'imperatore Costante I (335-350 d.C.) le data al IV secolo. Verso il VI secolo vennero erette le prime chiese anche nei piccoli borghi. Secondo alcuni documenti durante il Medioevo a Molteno vi era un castello, poi andato distrutto. 
Durante l'Aurea Repubblica Ambrosiana, un certo Petrolus de Molteno figura tra gli amministratori della città di Milano per l'anno 1447, mentre un altro de Molteno fece parte dei nuovi capitani eletti per il 1448. In seguito, come il resto del Lecchese, anche Molteno seguì le vicende del Ducato di Milano, passando attraverso le diverse dominazioni di Francia, Spagna, poi di nuovo dei francesi (per una seconda e breve parentesi) e, infine, degli austriaci, fino alle prime insurrezioni e all'Unità d'Italia.
Molteno ha fatto parte della provincia di Como fino al 1992, anno in cui è entrato a far parte della nuova provincia di Lecco insieme ad altri 83 comuni scorporati dalla provincia comasca e a 6 comuni scorporati dalla provincia di Bergamo.

### Simboli
Lo stemma comunale e il gonfalone sono stati concessi con decreto del presidente della Repubblica del 12 gennaio 1954.
Il gonfalone è un drappo partito di azzurro e di bianco.

## Monumenti e luoghi d'interesse

### Architetture religiose

#### Parrocchiale di San Giorgio
La chiesa di san Giorgio, con funzioni di parrocchiale già nel XV secolo, fu rimaneggiata nel corso del Seicento ,periodo al quale risalgono tre altari.
Nel 1787, il campanile fu dotato di un concerto di quattro campane.

#### Altro
- Chiesa di San Rocco (XVII secolo)[5]

### Architetture civili
Il nuovo municipio di Molteno è situato all'interno del parco di Villa Rosa, già Villa Riva, un'area verde di discrete dimensioni con un sentiero circolare percorribile a piedi o in bicicletta. La Villa, prima di appartenere al Comm. Aldo Rosa, era di proprietà di un ramo della nobile famiglia Riva, come documentato dallo stemma gentilizio ancora visibile sulla facciata. Il parco in stile inglese, di notevole importanza per l'epoca, comprendeva un campo da pallavolo, una ghiacciaia e una piscina. Si narra che la Villa fosse spesso frequentata dal duce Benito Mussolini in occasione di feste e ricevimenti, a conferma di ciò si possono ancora osservare, nell'adiacente via della Vittoria che costeggia il parco, delle effigi del Duce presenti sul muro di alcune abitazioni.

#### Altro
La piazza centrale del paese è piazza Risorgimento, dalla quale ha inizio la strada in salita che conduce alla chiesa di San Giorgio, sul colle Ceppo. Dal sagrato della chiesa è possibile ammirare verso sud un ampio panorama del paese e delle colline brianzole.
Altra importante piazza di Molteno è piazza Europa, che ospita ogni mercoledì mattina il mercato cittadino e si affaccia su un piccolo parco giochi.
Importanti sono anche le scuole medie che raccolgono gli studenti non solo di Molteno ma anche di Sirone, Garbagnate Monastero e Rogeno.
Molteno è legata al celebre cantautore Lucio Battisti, originario della provincia di Rieti. Dopo aver vissuto per un periodo a Milano, Battisti si stabilì nel 1973 a Molteno (all'epoca ancora in provincia di Como) e vi visse fino alla sua scomparsa nel 1998, venendo sepolto nel cimitero del comune brianzolo, dove rimase fino al 2013, quando la salma fu trasferita a San Benedetto del Tronto e cremata.

## Infrastrutture e trasporti
Molteno è un importante centro di scambio ferroviario della Brianza.
Dalla stazione del paese è possibile raggiungere Milano, Lecco e Como attraverso la ferrovia Monza-Molteno-Lecco e la ferrovia Como-Lecco.
Molteno è attraversato a ovest dalla Strada statale 36 del Lago di Como e dello Spluga (SS 36), che collega Milano al confine di Stato con la Svizzera al Passo dello Spluga, attraversando il capoluogo di provincia Lecco.

## Società

### Evoluzione demografica
- 219 nel 1751
- 766 nel 1771
- 849 nel 1805
- 1 810 dopo annessione di Garbagnate Monastero e Sirone nel 1809
- 929 nel 1853

Abitanti censiti

## Sport
La principale rappresentativa sportiva del paese è la squadra di pallamano H.C. San Giorgio Molteno che vanta tre stagioni in A1 (1983-84, 2017-18, 2020-21) e uno scudetto under 20 (stagione 2016-17). L'impianto sportivo di maggior rilievo del paese è il Palazzetto San Giorgio, situato nell'oratorio di San Giovanni Bosco. La struttura, concepita per ospitare allenamenti e partite di pallamano, viene utilizzata anche per partite di calcio a cinque, pallavolo e manifestazioni di vario genere.